# Calabacitas con puerco
Calabacitas con puerco es un plato tradicional de la cocina mexicana. Consiste en carne de cerdo que es sofrita en manteca, en aceite o en su propia grasa, al cual se agrega ajo, cebolla, pimiento, sal y chiles hasta que todo esté bien guisado. Se adhiere tomate rojo picado, granos de elote, laurel, comino y pimienta. Se deja cocer todo hasta que la carne esté suave. Faltando unos minutos para apagar el fuego, se agregan los trozos de calabaza hasta que estén tiernos. Este platillo se acostumbra acompañar con arroz rojo y frijoles. 